# Ipomoea paludosa
Ipomoea paludosa är en vindeväxtart som beskrevs av O'donell. Ipomoea paludosa ingår i släktet praktvindor, och familjen vindeväxter. Inga underarter finns listade i Catalogue of Life.